# Kasteel van Burgos

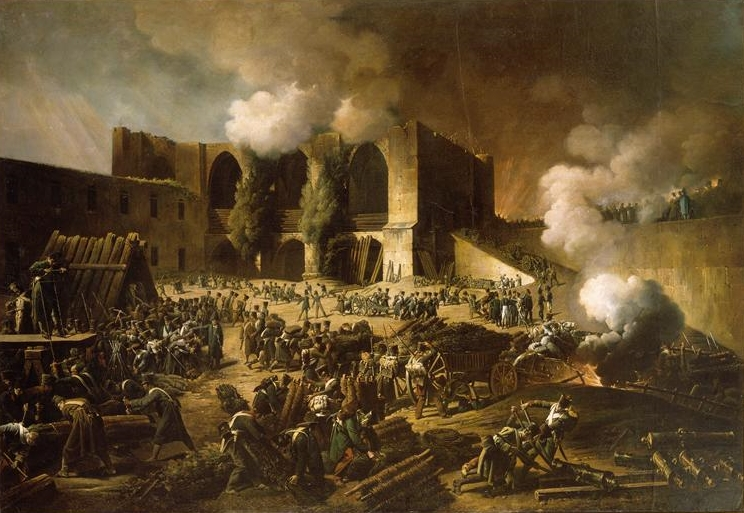
Franse soldaten in het fort tijdens het beleg van 1812

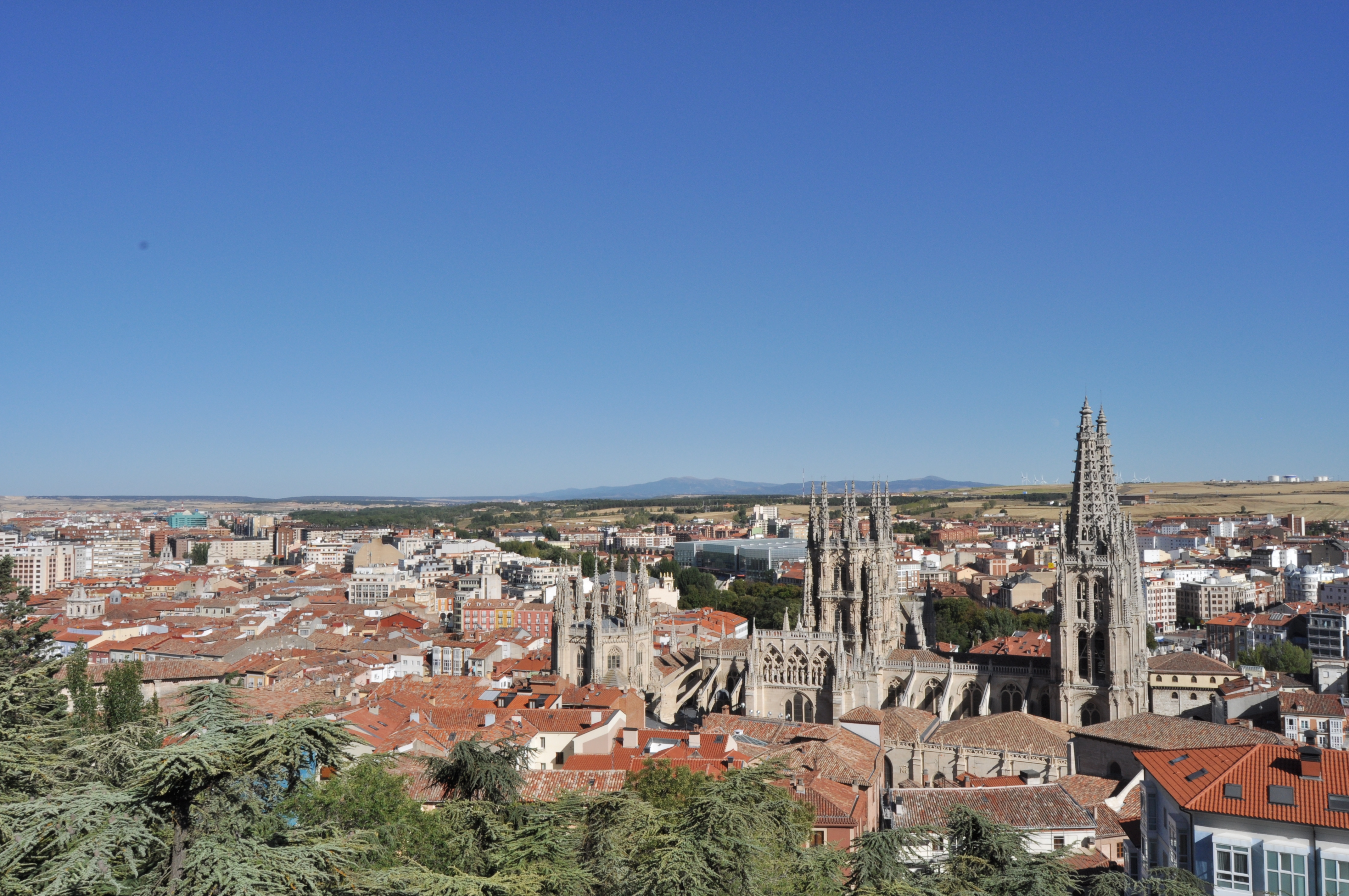
Zicht op de stad vanaf de heuvel

Het Kasteel van Burgos ligt in de Spaanse stad Burgos. Het is gebouwd op de top van een kleine berg, Cerro del Castillo, en steekt zo’n 75 meter boven de stad uit. De eerste toren werd gebouwd door graaf Diego Porcelos aan het begin van de reconquista in 884. In de loop der tijd is het bouwwerk sterk aangepast en uitgebreid om te voldoen aan nieuwe functies en andere aanvalstechnieken. Het werd in 1813 door terugtrekkende Franse troepen vernietigd en bleef als ruïne achter.

## Geschiedenis
De komst van het kasteel hangt nauw samen met de stichting van de plaats Burgos. Graaf Diego Rodríguez Porcelos gaf hiertoe de opdracht om Burgos en haar inwoners bescherming te bieden. Hij regeerde van 873-885 en staat daarom ook bekend als de stichter van Burgos. Het werd uitgebreid onder het bewind van Catalaanse koning Alfons VIII (1155-1214) en weer later door koning Hendrik IV van Castilië (1425-1474) die het verfraaide om er een paleis van te maken.
Burgos nam in belang toe en vanaf de 13e eeuw werd een stadmuur aangelegd die het kasteel en de stad omsloot. In deze muur kwamen 12 poorten en er waren 47 wachttorens. Delen van deze muur zijn nog altijd aanwezig in de stad.
Ferdinand II van Aragon (1452-1516) belegerde het kasteel in de oorlog tegen Johanna van Castilië. Het beleg begon in augustus 1474 en duurde tot januari 1476. Tijdens deze periode werden enkele hevige veldslagen uitgevochten.
Onder het kasteel liggen smalle gangen die bekend staan als Cueva del Moro. Ze dateren uit de 12e en 13e eeuw, alhoewel ze pas in 1475 zijn opgetekend. Tijdens de Castiliaanse Successieoorlog werd het kasteel belegerd door de troepen van Isabella I van Castilië en verdedigd door aanhangers van Johanna van Castilië. Het kasteel heeft een waterput met een diepte van 62,5 meter. De belegeraars wilden de watertoevoer afsluiten en daarmee de belegerden het leven in het kasteel onmogelijk maken. Mijnwerkers werden ingehuurd en zij groeven gangen onder het kasteel om de waterput te bereiken. De gangen werden ook gebruikt om buskruit onder de muren te plaatsen, een ontploffing zou de muren doen instorten waarmee de inname werd vergemakkelijkt.
Het kasteel werd ook gebruikt als gevangenis, enkele bekenden die er werden vastgehouden waren koningen García I van Galicië (ca. 1040-1090), koning Alfons VI van León (1040-1109) en de Tomás de Gournay, de mogelijke moordenaar van koning Eduard II van Engeland (1284-1327).
Door de evolutie van militaire aanvalstechnieken en de afstand tot de oorlogsgebieden nam het belang van af. In de 16e eeuw werd het kasteel gebruikt als school voor de opleiding van artilleristen, de eerste in Spanje opgericht, en er werd op bescheiden schaal buskruit geproduceerd. In 1736 vond een grote brand plaats hetgeen leidde tot grote schade aan het kasteel.
De legers van Napoleon vielen het land binnen en Burgos lag langs een belangrijke verbindingsweg tussen de strijdende soldaten in Spanje en Frankrijk. Tijdens de Spaanse Onafhankelijkheidsoorlog (1808-1814) zagen de Fransen het belang van een goede verdediging in en dit resulteerde in significante aanpassingen om de verdediging van Burgos op orde te brengen. Op de heuvel en ten oosten van het kasteel kwam een hoornwerk om de zwakke kant extra te beschermen. Het kasteel werd tussen september en oktober 1812 belegerd door soldaten onder leiding van Arthur Wellesley, de latere hertog van Wellington. Het mislukte en de legerleider droop af naar Portugal waardoor grote delen van het land weer in handen vielen van de Fransen. In juni 1813 gaven de Fransen het op. Voor hun vertrek werd het kasteel en alle verdedigingswerken zo goed als mogelijk vernietigd waarmee het onbruikbaar zou worden voor de vijand. Met buskruit werd het kasteel opgeblazen, ze hadden hiermee zoveel haast dat er meer dan tweehonderd Franse soldaten omkwamen in de explosies.
Gedurende de rest van de 19e eeuw werd het sporadisch gebruikt tijdens de Carlistenoorlogen (1833-1876). Het werd ook nog gebruikt tijdens de Spaanse burgeroorlog toen er luchtafweergeschut ter verdediging van de stad werd geplaatst.
Het kasteel werd gebruikt voor het plaatsen van een optische telegraaf. In Spanje werden in de 19e eeuw torens gebouwd waarmee berichten over grote afstand konden worden doorgegeven. Het kasteel was nummer 27 op de lijn van Madrid met Irun op de grens met Frankrijk.

## Huidige status en bezoek
Het kasteel is grotendeels door de Fransen verwoest, maar de ruïne is deels gerestaureerd om geschikt te maken voor bezoek. Het kasteel had twee muren, een lage muur als eerste verdediging en een tweede en veel hogere muur, tot 20 meter hoog en 2,3 meter breed, die het kasteel omsloot. Aan de westkant, waar de voormalige en huidige toegang tot het kasteel is, ligt een droge gracht met ophaalbrug. De andere zijden hadden dit niet nodig omdat ze op een steile helling staan. Aan de oostkant van de buitenmuur stonden drie ronde wachttorens en aan de westkant een vierkante toren.
In de 15e eeuw werd een tweede toegang gemaakt, dit was een smalle poort die alleen voor voetgangers te gebruiken was. Deze werd aangelegd door een deel van de buitenmuur te slopen en er kwamen twee halfronde wachttorens aan beide zijden van de poort ter verdediging van deze toegang. Deze tweede poort is door de Fransen vernietigd en hier is weinig van overgebleven. Hier lag ook een ophaalbrug die tijdens een belegering opgehaald kon worden.
Tegenwoordig is het gebied rond het kasteel een recreatiegebied. Er zijn ook afgesloten ruimten die alleen onder begeleiding zijn te bezoeken waaronder de waterput en de ondergrondse galerijen. Bij het kasteel ligt een uitkijkpunt met zicht op de stad Burgos.

## Fotogalerij

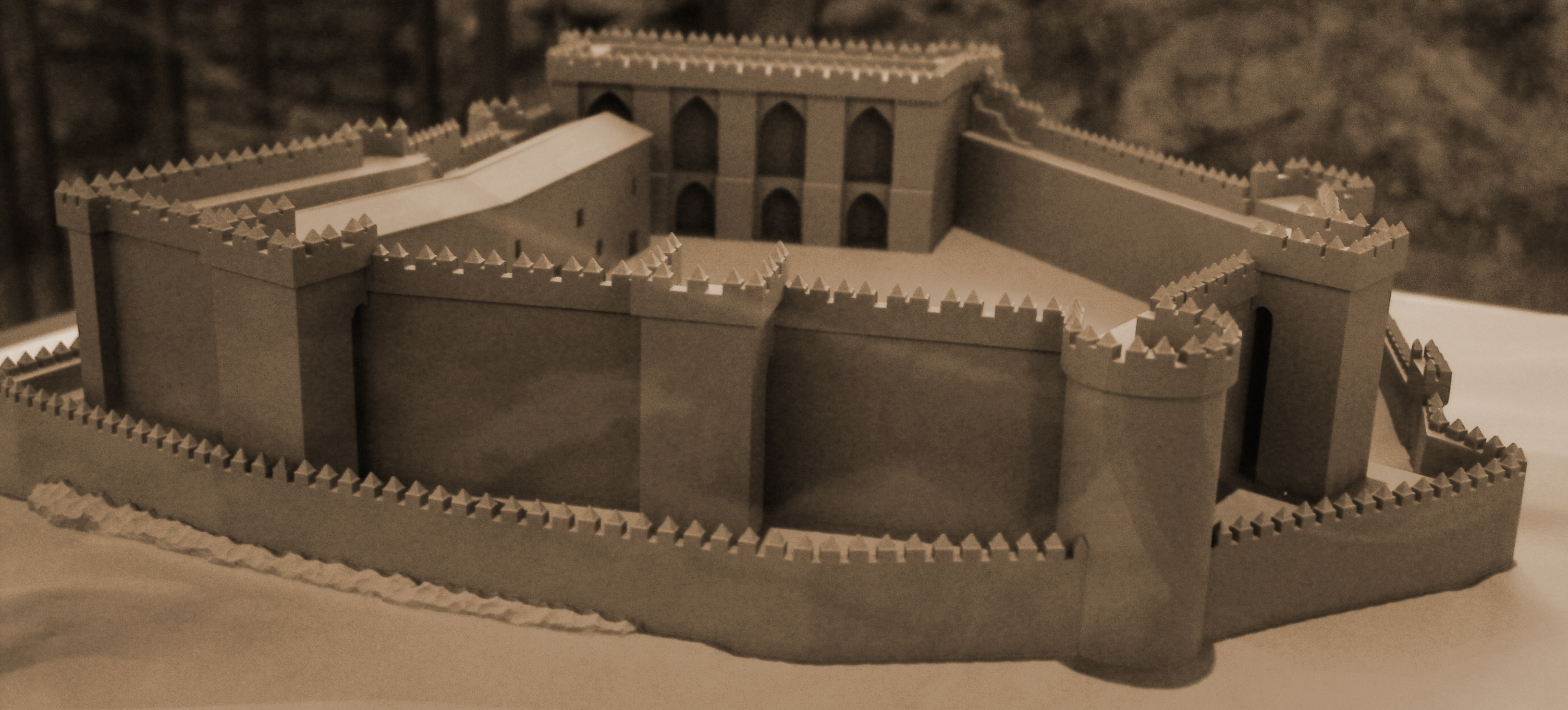
Maquette paleis koning Alfonso X (1221-1284)
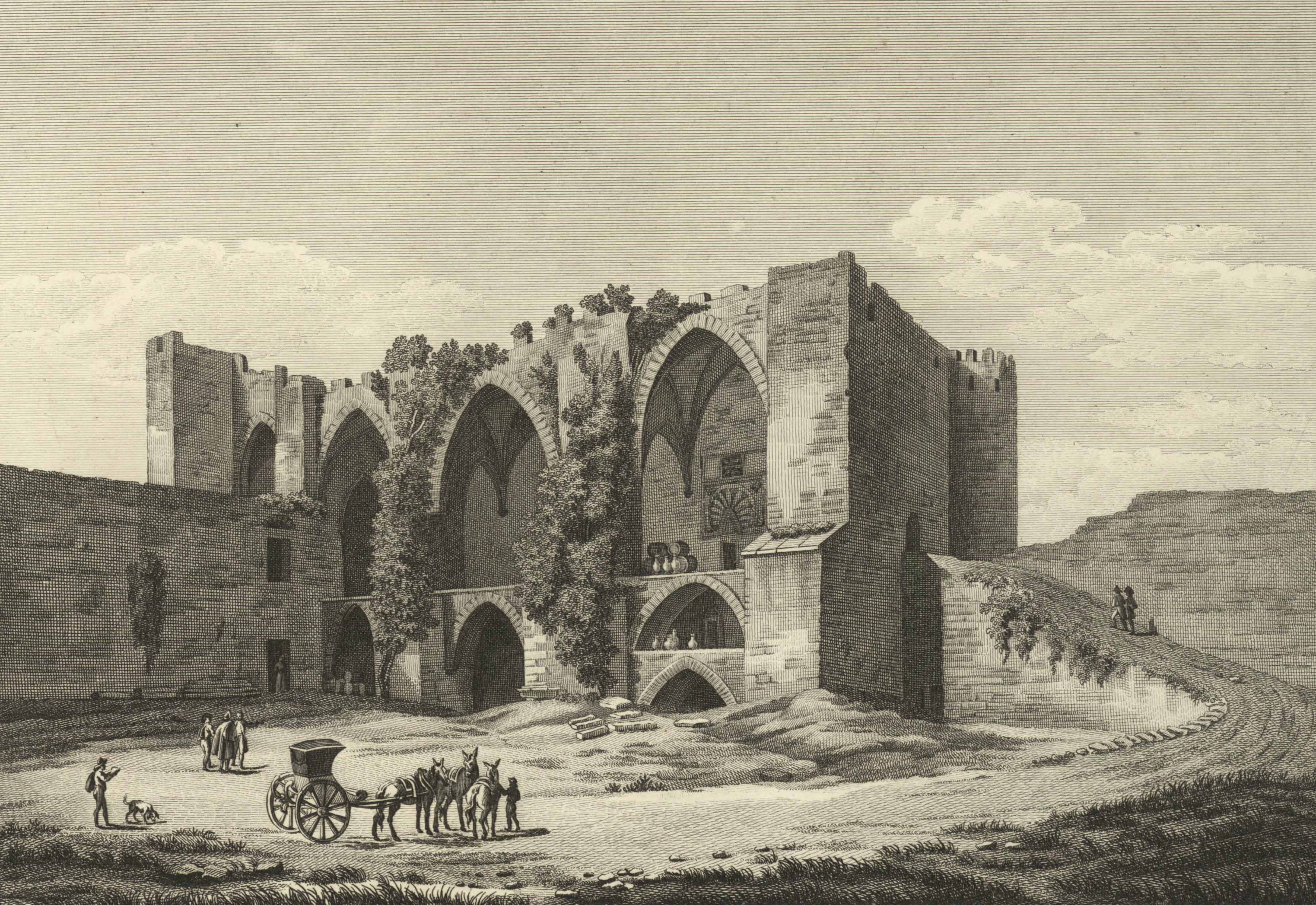
Kasteel omstreeks 1820
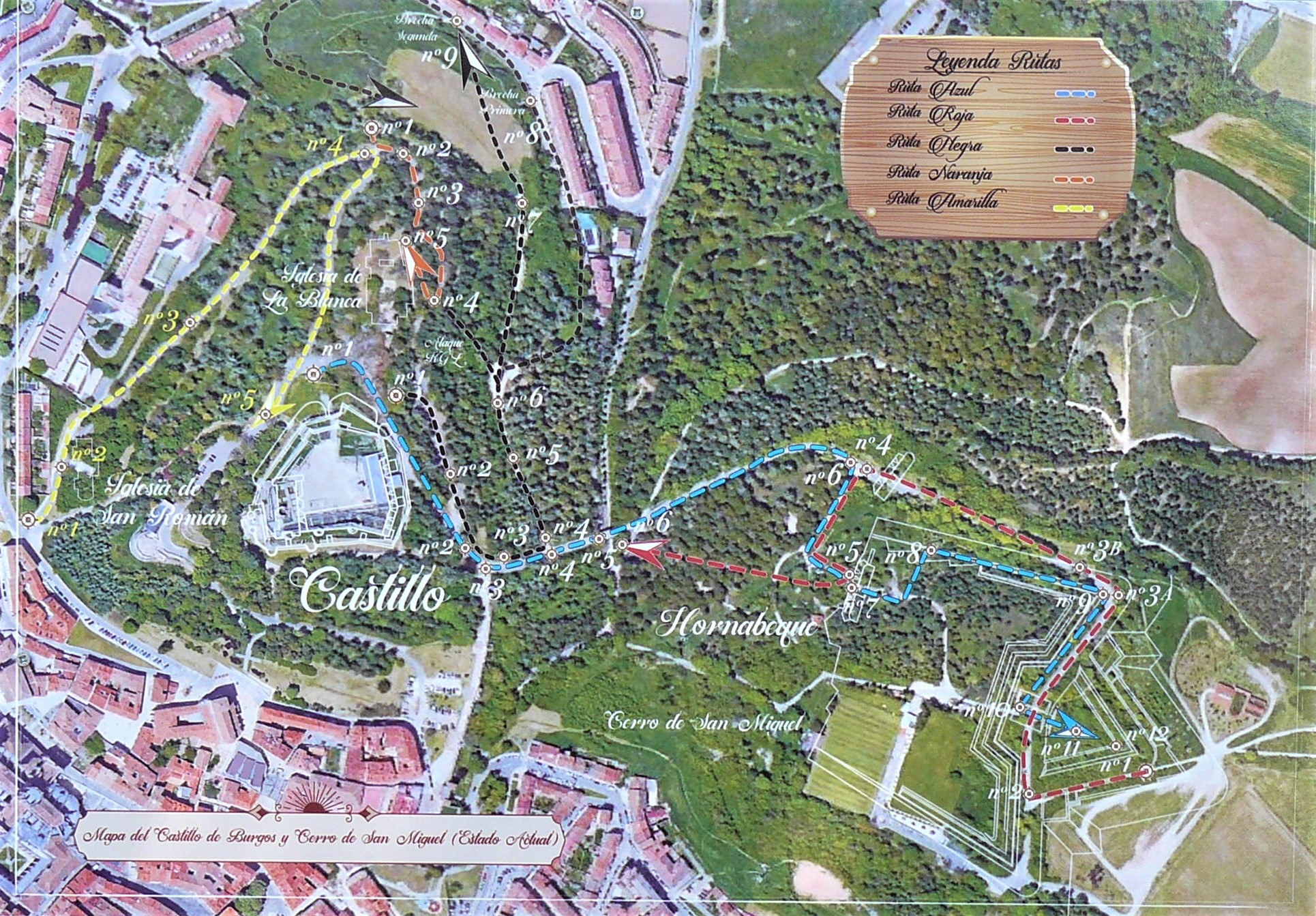
Het kasteel en hoornwerk tijdens de Franse bezetting
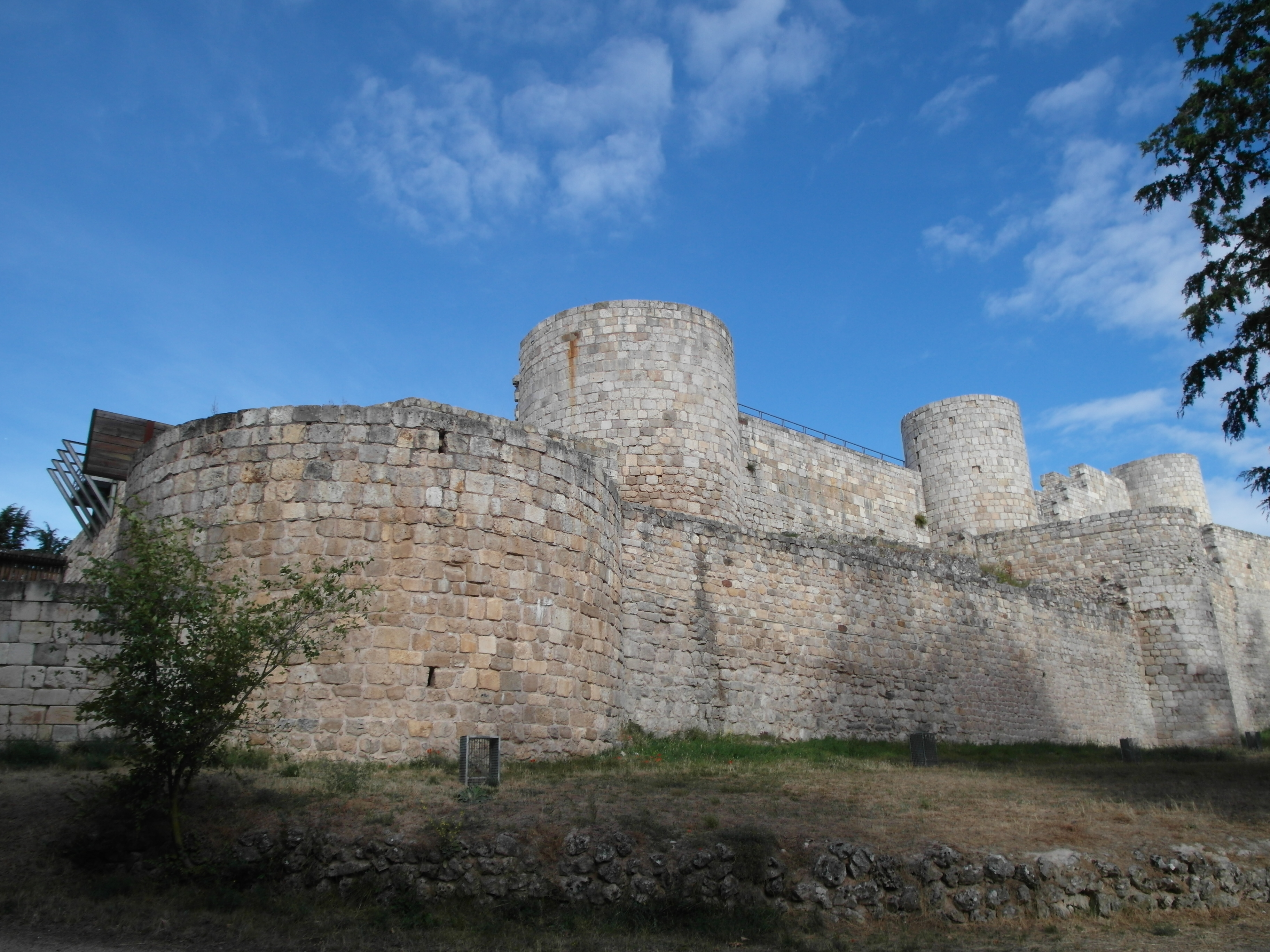
Buitenmuren kasteel tegenwoordig
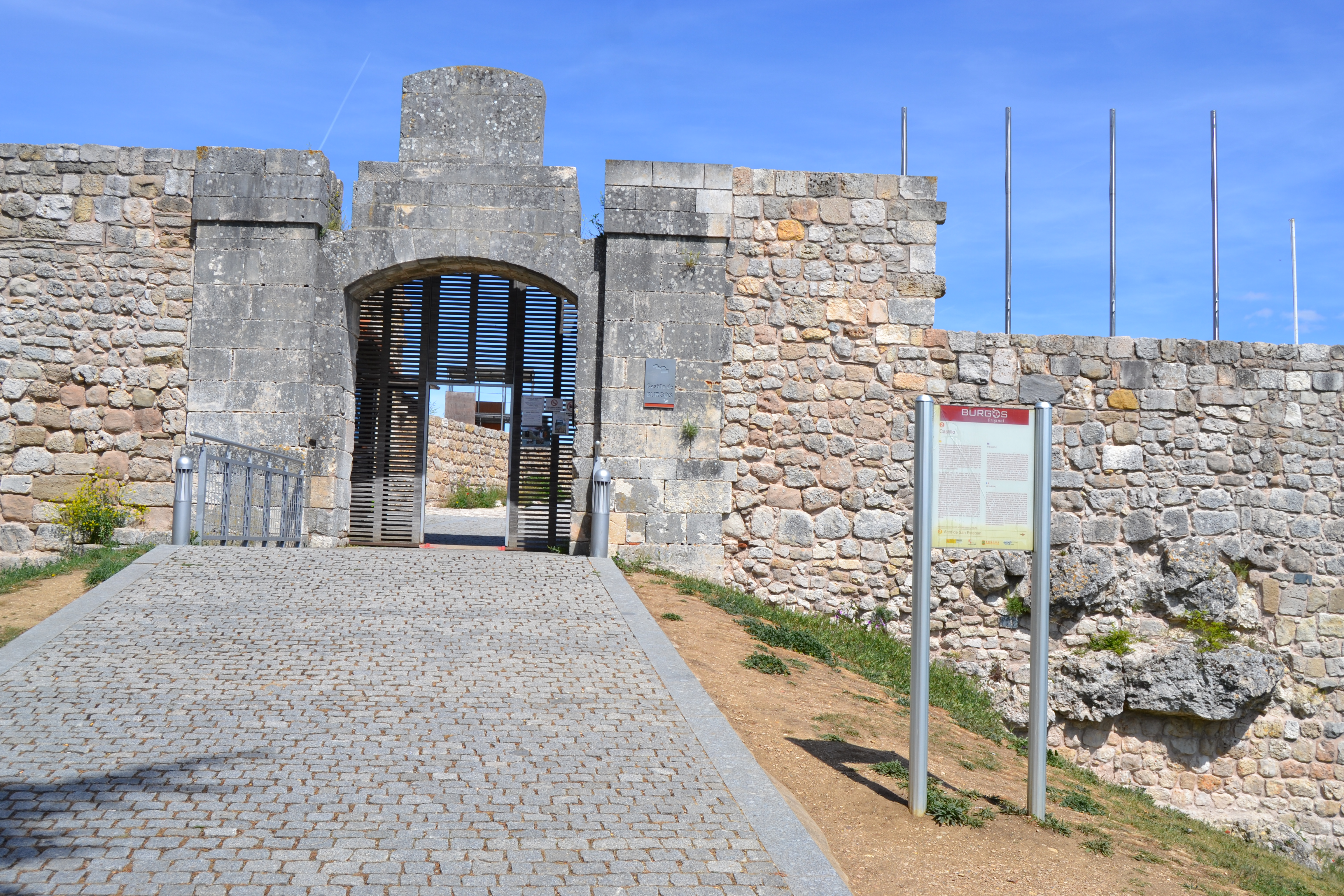
Toegangspoort

## Naslagwerk
- (es)  Eduardo de Oliver-Copons El Castillo de Burgos, Editorial MAXTOR (2011) ISBN 8490010145